# Parc des Sept-Chutes
Le parc des Sept-Chutes est un parc dans le secteur ouest de Saint-Georges. Il comprend plusieurs sentiers pour la randonnée pédestre longeant la rivière Pozer et ses sept chutes.